# 王绍武
王绍武（1964年1月—），安徽六安人，享受国务院特殊津贴专家，曾任安徽工程大学校长。

## 生平
1985年毕业于安徽师范大学化学系并留校任教。1992年于安徽师范大学获硕士学位，1999年于香港中文大学获博士学位，随后在香港中文大学做博士后研究。曾任安徽师范大学副校长。2018年6月，调任安徽工程大学党委副书记、副校长。2019年8月，任安徽工程大学校长。2023年1月，因年龄原因不再担任安徽工程大学党委副书记、校长职务。

## 学术贡献
长期从事有机化学、金属有机化学的教学与研究工作。主持国家自然科学基金重点项目等课题多项。研究成果获国家教委科技进步二等奖、安徽省高等学校科技进步一等奖、安徽省自然科学二等奖等。2003年获“安徽省优秀青年科技创新奖”，2004年入选教育部“新世纪优秀人才支持计划”，2006年入选“新世纪百千万人才工程”国家级人选。